# Paloteado de Ribaforada

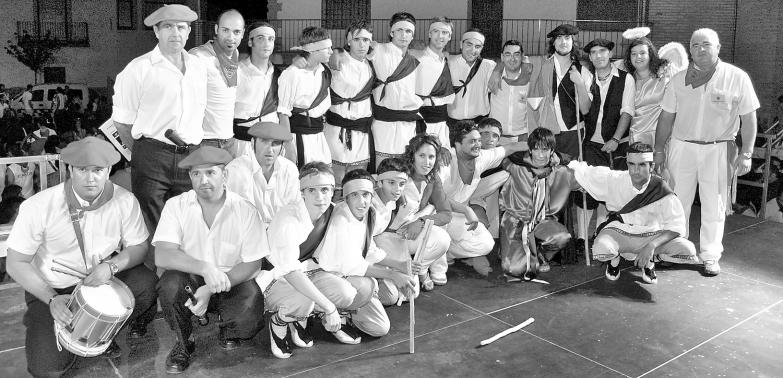
Foto de grupo de los hacedores del acto tras la actuación

El Paloteao de Ribaforada en honor de san Bartolomé o simplemente Paloteao de Ribaforada (también apocopado como "Paloteado" en cualquiera de los casos) es una manifestación cultural de carácter folclórico-popular autóctona de la Villa de Ribaforada. Esta se compone de una representación escénica que mezcla tanto danza como comedia. El evento es llevado a cabo por el Grupo de Paloteadores de la Villa de Ribaforada en colaboración con los Gaiteros de Ribaforada y se celebra cada 24 de agosto a las once de la noche en la Plaza San Francisco Javier dentro del programa de las fiestas patronales en honor a San Bartolomé apóstol, en el cual es considerado como el acto central. La originalidad de la representación dentro del contexto de paloteados riberos radica en la particular mezcla entre lo religioso y profano, lo escénico y coreográfico y la tradición con la innovación. El espectáculo es seguido por cientos de personas que lo siguen en vivo (la entrada es gratuita) o a través de su retransmisión televisiva por la cadena local Ribaforada Televisión.

## Historia

### Un comienzo remoto
Ciertamente, y basándonos en los documentos históricos que manejamos, no podemos concretar una fecha exacta de cuando surgió esta manifestación folclórica. Lo que sabemos es que aproximadamente en 1905, con el nacimiento de la banda municipal de música de Ribaforada, el Paloteado decayó hasta desaparecer. Esta pérdida en la tradición hizo que el querido sacerdote del pueblo Don Tomás Castillejo promoviera el volver a recuperarlo entre los años 1978 y 1979 con inestimable ayuda de varios supervivientes de la última edición, entre los que destacan el entonces concejal de cultura Eduardo Huguet, los gaiteros Paco Urzaiz (compositor de la música original) y Macario Huguet y los danzaris José María Royo, Carmelo Villafranca, Roberto Zardoya, Olga Huguet y Azucena. Desgraciadamente, tras la paulatina dejadez de los vecinos se perdió de nuevo hacia 1987. En estos años el Paloteado de Ribaforada se hizo utilizando música y danzas de Cortes de Navarra debido a la decadencia que sufría año tras año

### Una nueva era
En 1991 esta danza teatral volvió a ver la luz tras el empeño de los jóvenes componentes de la Peña Gautxori y la ayuda de varios de sus anteriores hacedores. Tras este nuevo intento también se recuperaron restos de la música y el baile original, el resto fue complementado sobre la base de los recuerdos de los más ancianos.
El proyecto del "nuevo" paloteado es un proyecto sólido, consolidado e innovador, que sigue aportando grandes ideas para estar a la última. Hoy el acto es una mezcla de tradición y actualización que da una sorprendente y divertida mezcla palpable en las caras de todo aquel que lo presencia. 
En la última década, más aún en el último lustro, la innovación de la que hablamos se ha convertido en una de las prioridades al realizar el guion. Las creativas luchas entre el diablo y el ángel, al más puro estilo Matrix o Guerra de las Galaxias, la coreografía de la canción "Ave María" de David Bisbal bailado tan graciosamente por nuestros danzantes, el vestuario y peinado rubio y afro tan a la última del ángel y la letra de las canciones que nuestro diablo tan jocosamente le dedicaba al paloteador Luis Miguel Huguet ("Avispa") han sorprendido a la multitud. En el año 2000, el paloteado realiza su primera actuación íntegra (baile y verso) fuera de Ribaforada, en Galdácano (Vizcaya).
La edición del año 2020 estuvo marcada por las circunstancias de la pandemia del COVID-19, por lo que se realizó sin público, a las once de la mañana, con las pertinentes medidas sanitarias.

## Estructura
La acción de la representación se puede dividir en tres momentos:
1. Una parte en la que los personajes recitan de memoria y en verso las anécdotas que han ido sucediendo en la localidad durante todo el año con un tono irónico que la gente responde con risas y aplausos.
2. Otra en la que las risas dejan paso a los paloteadores que danzan los bailes del trenzado, arcos, vuelta y acelerado con el agradecimiento sentido del público.
3. Por último, una parte en la que las dos anteriores acciones se entremezclan en el baile de las cortesías, en el que los paloteadores bailan, piden al Santo sus ruegos en favor del pueblo y los personajes sacan a relucir graciosas anécdotas a los danzantes.

Estas tres partes a su vez no siguen un orden aparente y se entremezclan a lo largo de toda la función.
Una de las peculiaridades más significativas de este paloteado es el final del mismo, que acaba con una torre humana de tres pisos símbolo de la unidad del pueblo frente a los problemas comunes, lanzándose un viva a San Bartolomé y un viva a Ribaforada que es aclamado por todos los presentes.

## Paloteadores
Son aquellos danzantes que bailan la mayoría de las coreografías alternando saltos y cruces de piernas al compás con golpes de palos de madera de boj sujetados con sus manos. El paloteado recibe el nombre de estos palos de boj de unos cuarenta centímetros de largo y tres centímetros de grosor que son percutidos de una forma extremadamente violenta unos con otros al ritmo de la música. La especial violencia con la que se golpean los palos, que en muchas ocasiones acaban golpeando accidentalmente en los entumecidos dedos de los paloteadores apareciendo la consiguiente herida, diferencia especialmente este paloteado de los demás. La fuerza, dureza y velocidad con la que se llevan a cabo las coreografías marcan el paloteado de Ribaforada con una rúbrica especial y radicalmente diferente a otros paloteados riberos y de la zona.
Los palos se obtienen de las raíces del boj artesanalmente cortadas y tratadas para el evento. Primero se seleccionan y se cortan las raíces más rectas y de adecuado grosor para luego recortarlas en tramos de unos 40 cm. Luego, una vez preparadas se lleva a cabo el proceso más laborioso, el del pelado de la corteza de las mismas. Este es el proceso más artesanal ya que la madera de este arbusto es muy dura, como también lo es su corteza. Hay que tener especial dedicación en este paso, pues repercute bastante en el sonido de los palos. Después, para que el palo sea todavía más resistente y ofrezca un sonido todavía más seco, este se cuece en grandes calderas con agua hirviendo. Finalmente, una vez acabado el proceso de deshidratación y secado se procede al paso de adorno de la madera. Era tradicional que todos los palos presentaran una base de pintura blanca atravesada alrededor de pequeños anillos de color rojo y verde alternados en sus extremos y en el centro. A esta decoración también le acompañaba una borla de dichos colores colgando de un orificio taladrado al efecto en el extremo inferior del palo. Aunque esta ha sido una forma decorativa, también se ha utilizado un simple barnizado acompañado de las susodichas borlas o sin ellas. Adornos aparte, actualmente no se usa ningún tipo de decoración, dejando la superficie del palo en vivo, lo que termina produciendo un sonido más fuerte al golpearlos.

## Personajes
Imprescindibles, son los que ponen la nota cómica y los que hacen reír a carcajadas en todas sus intervenciones. Criticones, servidores del bien, del mal... pero sin la intención de ofender a nadie.
Estos son los cinco personajes que intervienen en el desarrollo del paloteado de Ribaforada en orden de aparición en escena:
1. San Bartolomé Es el personaje principal y al que va dirigido el acto. Aunque no es encarnado por ningún actor ni está incluido en el guion, todo el coloquio de los demás personajes gira en torno a su figura, que es colocado por los quintos en forma de imagen a pie del tablado donde se realiza la escenografía. A él van destinadas las cortesías y plegarias y está presente en todo momento en el escenario en forma de imagen.
2. Mayoral Es un personaje culto y el primer personaje que aparece en escena. La tradición marca que en su entrada está esperando al rabadán y le reprime cuando este llega tarde al escenario. Debido a su nivel cultural, este personaje debe de ser interpretado con un estilo culto de la lengua.
3. Rabadán Es un pastor de ovejas; bastante inculto e ignorante, que trabaja para el mayoral. Simboliza a los constantes trabajadores de la localidad. Todos los años llega tarde al acto por una cosa u otra y suele pedir a su dueño un aumento de sueldo acompañado de mejoras laborales. Siempre viene diciendo que ha visto al diablo, pero por ignorante su mayoral nunca le cree.
4. Diablo Armado con su horquillo es la figura del mal. Aparece en escena tras unas tracas y fuego que emergen del infierno para sembrar el miedo y llevar a la perdición al pueblo. Critica duramente a toda la gente e incluso arremete contra los paloteadores que salen despavorídos.
5. Ángel Es la representación del bien sobre el tablado. Viene en representación de San Bartolomé a combatir contra el diablo y a poner paz con su espada divina. Vigila en todo momento al demonio, y si ve que este actúa de forma malintencionada le para los pies.

| Año  | Nombre y apellidos (Mayoral - Rabadán - Diablo - Ángel)                       |
| ---- | ----------------------------------------------------------------------------- |
| 1979 | Víctor Abad - Antonio Huguet - Sergio Lafuente - Rubén Huguet                 |
| 1980 | Víctor Abad - Antonio Huguet - Sergio Lafuente - Rubén Huguet                 |
| 1981 | Víctor Abad - Javier Huguet - Sergio Lafuente - Rubén Huguet                  |
| 1982 | Genaro Rodríguez - Javier Huguet - César Lafuente - José Carlos Huguet        |
| 1983 | Jesús Pérez - Hugo Aranaz - César Lafuente- José Carlos Huguet                |
| 1992 | Javier Huguet - Adalberto Urdániz - Sergio Lafuente - José Carlos Huguet      |
| 1993 | Javier Huguet - Adalberto Urdániz - Sergio Lafuente - David Lorente           |
| 1994 | Alfredo Magallón - Adalberto Urdániz - Sergio Lafuente - Arancha Villafranca  |
| 1995 | Alfredo Magallón - Adalberto Urdániz - Sergio Lafuente - Estefanía Ruiz       |
| 1996 | Alfredo Magallón - Adalberto Urdániz - Sergio Lafuente - Estefanía Ruiz       |
| 1997 | Alfredo Magallón - Adalberto Urdániz - Jesús María Rodríguez - Estefanía Ruiz |
| 1998 | Alfredo Magallón - Jorge Ruiz - Jesús María Rodríguez - Estefanía Ruiz        |
| 1999 | Alfredo Magallón - Jorge Ruiz - Jesús María Rodríguez - Carlos Zamora         |
| 2000 | Pablo Gascón - Jorge Ruiz - Jesús María Rodríguez - Carlos Zamora             |
| 2001 | Alfredo Magallón - Jorge Ruiz - Jesús María Rodríguez - Carlos Zamora         |
| 2002 | Alfredo Magallón - Jorge Ruiz - Jesús María Rodríguez - Carlos Zamora         |
| 2003 | Alfredo Magallón - Jorge Ruiz - Jesús María Rodríguez - Carlos Zamora         |
| 2004 | Alfredo Magallón - Jorge Ruiz - Jesús María Rodríguez - Tirso Calvo           |
| 2005 | Pablo Gascón - Jorge Ruiz - Jesús María Rodríguez - Tirso Calvo               |
| 2006 | Pablo Gascón - Jorge Ruiz - Jesús María Rodríguez - Tirso Calvo               |
| 2007 | Pablo Gascón - Imanol Lapuerta - Jesús María Rodríguez - Tirso Calvo          |
| 2008 | Pablo Gascón - Imanol Lapuerta - Daniel Ardaiz - Elena Sancho                 |
| 2009 | Pablo Gascón - Imanol Lapuerta - Daniel Ardaiz - Elena Sancho                 |
| 2010 | Pablo Gascón - Imanol Lapuerta - Daniel Ardaiz - Elena Sancho                 |
| 2011 | Álvaro Martínez - Imanol Lapuerta - Daniel Ardaiz - Elena Sancho              |
| 2012 | Álvaro Martínez - Imanol Lapuerta - Daniel Ardaiz - Elena Sancho              |
| 2013 | Álvaro Martínez - Imanol Lapuerta - Daniel Ardaiz - Elena Sancho              |
| 2014 | Álvaro Martínez - Imanol Lapuerta - Daniel Ardaiz - Elena Sancho              |
| 2015 | Álvaro Martínez - Imanol Lapuerta - Daniel Ardaiz - Elena Sancho              |
| 2016 | Álvaro Martínez - Imanol Lapuerta - Daniel Ardaiz - Irene Huguet              |
| 2017 | Álvaro Martínez - Imanol Lapuerta - Daniel Ardaiz - Irene Huguet              |
| 2018 | Álvaro Martínez - Imanol Lapuerta - Idoya Lapuerta - Irene Huguet             |
| 2019 | Álvaro Martínez - Íñigo Kurtz - Idoya Lapuerta - Irene Huguet                 |
| 2020 | Álvaro Martínez - Íñigo Kurtz - Idoya Lapuerta - Irene Huguet                 |

## Naturaleza del verso
Para la escritura del guion del paloteado, aunque es una comedia escrita en verso, a veces se siguen técnicas libres. En la mayoría de las coplillas el orden de la rima y de las sílabas es aparentemente regular y perfecto, en cambio en otros se ignora esta regla para imprimir más jocosidad a la escena y más dinamismo a la acción. En estas ocasiones el acento del actor, sus gestos y su improvisación hacen el resto.
Versos regulares
Para que en este paloteado oigamos alguna risotada, / 
es necesario contar algunas de vuestras anécdotas. / 
Y los que aquí arriba estamos para dar ejemplo / 
iremos por delante los primeros. 
(Mayoral, Paloteado de Ribaforada año 1994, pág. 23, I párrafo) 
Versos sin orden aparente
Ya se termina mi aliento, / 
y me arrastraré a mi guarida, / 
donde a mis heridas darán cura. / 
Pero dormir con un ojo abierto, / 
¡¡¡¡Pues el siglo que viene os conquistaré / 
en el nombre de lucifér!!!! 
(Diablo, Paloteado de Ribaforada año 2000, pág. 36, III y IV párrafo)
Rima asonante  
En este habitual tipo de verso son frecuentes las palabras coloquiales de la zona geográfica en forma de mal uso del lenguaje. Estas acentuaciones características nos bastan en muchos casos para concordar el sentido de la rima. Uno de los personajes que más veces utiliza estos coloquialismos es el rabadán, que por su condición de hombre campechano he inculto habla el idioma con más irregularidades.
Y este ha sido nuestro empeño / 
resucitar el "Palotiau", / 
con sus críticas y aplausos / 
sabremos si "l´himos" "lograu". / 
"Pal" final "sus pediría" /
que al rematar la función /
aplaudais con vuestras manos /
y agradezcais con el corazón. 
(Mayoral, Paloteado de Ribaforada año 1979, pág. 20, IV y V párrafo)

## Homenaje a personalidades y asociaciones populares
Como es tradición, cada año se recuerda en forma de homenaje a un personaje o grupo popular.
| Homenajeados                                                                                           | Año  |
| --- | ---- |
| Bartolomé Gascón, Tomasa Galindo, Tío Zardoya y Marín Blanco (rememoradores del acto)                  | 1979 |
| Al Paloteado de Ribaforada por su primer aniversario tras ser recuperado                               | 1980 |
| Al alcalde, al párroco, al ayuntamiento y demás fuerzas vivas                                          | 1981 |
| A los ausentes, los enfermos y los trabajadores                                                        | 1982 |
| A todos lo fallecidos, en especial Dolores Gracia 'la Chincha'                                         | 1983 |
| Aurelio Gómez Gómez (cronista local)                                                                   | 1992 |
| José 'Culera' (lotero) y 'Raboso' (mayor popular)                                                      | 1993 |
| Miguela Aguirre (integrante del Paloteado de 1907) e Isidro Sada (párroco recientemente fallecido)     | 1994 |
| Esperanza Lasobras (por su labor al frente de Cáritas)                                                 | 1995 |
| Tomás Castillejo (por su labor como párroco local e impulsor del Paloteado)                            | 1996 |
| Hermana Aurora Villamil (por su labor como educadora en el pueblo)                                     | 1997 |
| Rosendo Huguet Peralta (misionero en el Perú)                                                          | 1998 |
| Eduardo Huguet Chaverri (impulsor del Paloteado) y la Banda de Cornetas y Tambores de Ribaforada       | 1999 |
| Pilar Murillo (por su labor como maestra local)                                                        | 2000 |
| Balbino González (cofundador de la Banda de Cornetas y Tambores de Ribaforada)                         | 2001 |
| Vicente Ilzarbe (párroco de Ribaforada y archivero de la catedral de Tudela)                           | 2002 |
| María Luisa Martínez Aranaz (por su labor como misionera secular en Ecuador)                           | 2003 |
| Víctor Abad, Antonio Huguet, Sergio Lafuente y Rubén Huguet (personajes en su recuperación moderna)    | 2004 |
| Banda municipal de música de Ribaforada (por su centenario)                                            | 2005 |
| Francisco Gómez ‘Panchito’, Pedro Santos y Juan Gascón ‘el Piño’ (fieles seguidores recién fallecidos) | 2006 |
| Club Deportivo Ribaforada                                                                              | 2007 |
| La mujer en general                                                                                    | 2008 |
| Hermanas Dominicas de la Anunciata (por su labor como educadoras en la localidad)                      | 2009 |
| Natividad Fernández Díez (religiosa y educadora infantil)                                              | 2010 |
| Vicente Ilzarbe Gorosquieta (recién fallecido párroco local)                                           | 2011 |
| Campaña de Navidad de Ribaforada (organización navideña local)                                         | 2012 |
| Iker Martínez Buil (póstumo)                                                                           | 2013 |
| Juan Antonio Ducun (integrante del Paloteado, póstumo)                                                 | 2014 |
| Delfina Zardoya Blanc (con 108 años, la mujer más longeva de Navarra)                                  | 2015 |
| A todos los participantes del Paloteado en su historia (por la XXV edición ininterrumpida)             | 2016 |
| Rosendo Huguet Peralta (póstumo)                                                                       | 2017 |
| José Antonio Huguet Lasobras (director de la Banda de Música de Ribaforada)                            | 2018 |
| Motoclub Caballos de Fuego (por sus veinte años de concentraciones moteras)                            | 2019 |
| A las víctimas de la COVID-19                                                                          | 2020 |

}